# A Higher Place
A Higher Place è il primo album in studio del gruppo deathcore statunitense Born of Osiris, pubblicato nel 2009.

## Tracce
1. Rebirth – 1:26
2. Elimination – 2:05
3. The Accountable – 2:12
4. Now Arise – 3:52
5. Live Like I'm Real – 2:42
6. Starved – 2:46
7. Exist – 2:16
8. Put to Rest – 3:11
9. A Descent – 2:18
10. A Higher Place – 2:51
11. An Ascent – 3:21
12. Thrive – 2:41
13. Faces of Death – 2:28

## Formazione
- Ronnie Canizaro - voce
- Joe Buras - voce, tastiere, sintetizzatore, programmazioni
- Lee McKinney - chitarra
- David Darocha - basso
- Cameron Losch - batteria, percussioni